# Freddie Wadling
Berndt Arvid Freddie Wadling, ursprungligen Olsson, född 2 augusti 1951 i Härlanda församling i Göteborgs och Bohus län, död 2 juni 2016 i Tynnereds distrikt, Västra Götalands län, var en svensk sångare, skådespelare och serieskapare, medlem i bland annat Blue for Two, Cortex, The Kingdom of Evol och Fläskkvartetten.

## Biografi

### Barndom
Freddie Wadling föddes som son till Arvid Olsson (1922–1989) och Astrid Wadling (1924–1992). Som barn tog han moderns återtagna flicknamn efter föräldrarnas skilsmässa. Under senare delen av sitt liv mindes han mycket lite av sin barndom. De fragmentariska minnen han hade flöt ofta samman och var ibland motsägelsefulla. Vid en återresa till Fräntorp, det område i Göteborg där han växte upp, sade han att platsen under hans barndom ”kändes som ett fängelse. Ett stort svart hål. Jag är väldigt glad att jag kom härifrån”.
Enligt Wadling var hans far en opålitlig alkoholist. Han lämnade tidigt såväl fru som barn, varefter de flyttade till Freddie Wadlings morföräldrar. Wadling beskrev detta hem som trångt och ständigt fyllt med människor. Enligt Wadling utsattes han av sin mor för psykiska övergrepp under sin barndom, samtidigt som han hade flera goda minnen av sin mor. Både hans mor och hans mormor var mycket överbeskyddande och strikta. Han beskrev detta som att ”de förbjöd mig att leva. Allting var ett tomt varande”. Han mindes sin barndom som präglad av en ständigt växande fattigdom. En kusin och familjens fotoalbum ger dock en annan bild av deras ekonomi; bland annat på julafton fick han stora mängder presenter och enligt kusinen var han bortskämd.
Hans musikaliska intresse började mycket tidigt. Vid två års ålder hade han ett stort intresse för LP-skivor och sjöng regelbundet barnvisor; vid tre års ålder hade hans mor börjat göra inspelningar av hans sång. Även Wadlings intresse för gestaltning och teater visade sig tidigt. Hans kusin beskrev honom som en exhibitionist, som dock var mycket ensam och isolerad. Han började tidigt att skapa musik med hjälp av olika redskap, såsom linjaler, cigarrlådor, badbaljor, kvastskaft, snören med mera. Han föredrog att improvisera musik framför att lära sig musikteori.
I skolan blev han mobbad och fick stryk. Efter en incident på en pysseldag blev han även misshandlad och ständigt jagad av sin lärare. ”Hon kunde bara gå fram och smälla till mig. Jag var inte säker en enda minut”, sade Wadling under senare delen av sitt liv. Från åtta till 15 års ålder upplevde Wadling sig själv som mutist. I själva verket svarade han på tilltal från lärare och släktingar, men hans upplevelse av dessa år var att han under sju år inte sade ett ord och distanserade sig såväl från omgivningen som från sig själv.
När Freddie Wadling var nio år gammal hittade han sin morfar död i badrummet. Denna upplevelse kom att förvärra hans isolerade tillstånd dramatiskt. Hans mormor började därefter att insistera på att han skulle umgås med henne hela tiden, något som till slut ledde till att han började avsky henne.

### Tonår
Vid 14 års ålder bildade han tillsammans med kusinen Eddie, Ulf Lindström och Stephan Ahlquist ett band vid namn The Human Beings där Freddie Wadling spelade bas. Bandet splittrades fort men hann ge en konsert i Härlanda kyrka. Wadling fortsatte dock senare att musicera med andra. Vid 14 års ålder bekantade han sig med alkohol, blev snabbt storrökare och senare under tonåren kom han även att börja röka cannabis.

### Tidigt vuxenliv
Freddie Wadlings mor och mormor var övertygade om att han aldrig skulle klara sig själv och att det var något fel på honom. Därför gick han igenom omfattande kliniska tester och var under en kortare period inlagd på en psykiatrisk avdelning på Sahlgrenska sjukhuset. Vid 18 års ålder blev han sjukpensionär. En läkare menade att han hade klaustrofobiska tendenser, rädsla för andra människor och var ”något stelnad, lätt förskruvad och sluten”. Andra läkare menade att han hade vanföreställningar, social fobi och generaliserat ångestsyndrom.
Freddie Wadling målade mycket mot slutet av 60-talet, med oljefärg i naivistisk stil. Motiven var bland annat ögonglober, skelett, svarta hästar, fantasivarelser med mera. Det är okänt precis när, men någon gång omkring denna tid, studerade han vid Dômen konstskola i Göteborg, där han bland annat studerade måleri, kroki, konsthistoria samt färg- och formlära.
Under 70-talet började han använda fler droger. Han testade bland annat amfetamin och LSD, den sistnämnda blev en återkommande drog i Wadlings liv. Han spelade i flera mindre band, men med bandet Frog 2000 blev det mer seriöst. Bandet höll ett antal mindre konserter. Wadling sjöng till en början i bandet, men överlämnade senare sjungandet till någon annan när låtarna inte längre var i hans smak.
Han flyttade till egen lägenhet i början av 70-talet, men hans mor och mormor var fortfarande mycket oroliga för honom. Efterhand började han ta mer amfetamin och cannabis. För att dämpa avtändningen från amfetaminet brukade han använda lugnande tabletter, cannabis och alkohol. Vid 23 års ålder hade han ett amfetaminmissbruk som gjorde hans liv dysfunktionellt.

### 1970-talet: början av den musikaliska karriären
Freddie Wadling fortsatte musicera med Frog 2000. Våren 1974 kom de med i en tävling arrangerad av Göteborgs-tidningen och Liseberg. De blev utvalda tillsammans med ett flertal andra band att spela på en testkonsert. De var framgångsrika och fick gå vidare till semifinalen, som hölls på Liseberg inför cirka 3 000 personer. Musiken de framförde var ”skräpig garagerock”. De gick dock inte vidare till final. Vid 23 års ålder lämnade Freddie Frog 2000.
Med några vänner bildade Wadling våren 1977 bandet Freddie Death and the Horror Show som dock snabbt kom att byta namn till Straitjacket. Under hösten gjorde bandet sin första spelning, för en motorcykelklubb. Därefter följde ett flertal spelningar på olika platser, som dock inte sällan mottogs kritiskt. På en spelning fick de avbryta halvvägs, då ägaren sade att de fick pengarna bara de slutade spela. De spelade mestadels covers på brittisk punk. 1978 spelade de in en singel med fyra låtar, ”Demented Perverts”, ”One Ugly Child”, ”Batman” och ”Jag är en människa”. De var dock inte nöjda med resultatet. I ett försök att förbättra bandet valde de därför att söka efter en till gitarrist. De tog in en ny gitarrist, men allt eftersom började deras tidigare gitarrist att sluta komma på rep och spelningar. De gjorde en sista konsert i augusti 1978, vars låtar spelades in och såldes på kassett, men sedan splittrades bandet.
Freddie Wadling gick sedan vidare till att bilda ett nytt band, bland annat med de två gitarrister som var med i Straitjacket. Det nya bandet hette först Horribel Tango och hade enbart en spelning. Spelningen mottogs mycket dåligt av publiken och i ett fanzine kritiserades de för att ha ”spökat ut sig till levande lik” samt för att deras musik inte kom med någonting nytt. Bandet bytte sedan riktning och namn. Scenkläderna slutade de använda, och bandet bytte namn till Liket lever. De började spela samhällskritiska låtar på svenska. I ett fanzine från den tiden sade Wadling att låtarnas fokus var den destruktivitet man påträffade i samhället, hämnd och skräck. Bandet medverkade bland annat i Sprängkullefestivalen november 1978, där de blev mycket tongivande. Därefter slog punken igenom i Göteborg, och Wadling började aktivt engagera sig i föreningen Garageligan, där nästan alla punkband i Göteborg var med.
1979 bildades bandet The Leather Nun, där Wadling spelade bas. Deras första skiva, Slow Death blev mycket populär och släpptes även utomlands av det brittiska skivbolaget Industrial Records, ett skivbolag som satsade på industrirock. Wadling var under denna tid medlem i många band som alla hade tyngre namn. Ett av dessa band administrerade Freddie Wadling själv, vilket resulterade i att bandet fick få spelningar då han inte engagerade sig särskilt starkt för sådant. Det som var viktigast för Wadling var musiken och gemenskapen snarare än publiciteten. Det till trots så betraktades en skivinspelning som något mycket speciellt. Bland annat Liket lever spelade in en skiva våren 1979, som bland annat innehöll låten ”Levande begravd”. Skivan kom senare att bli en svensk punkklassiker, och med en upplaga på enbart 1000 skivor har skivan med tiden blivit ett dyrt samlarobjekt.
Freddie Wadling var som mest med i cirka 12 band samtidigt, och han lämnade och bildade nya band hela tiden. Detta skedde till följd av dels att han hade svårt att säga nej, dels hans starka behov av att uttrycka sig musikaliskt.
Liket Levers musik förändrades till en något lugnare nivå och annorlunda musikval. En del tyckte dock fortfarande att de spelade mycket högt och stökigt. I en dagstidningsrecension beskrevs deras musik som ”soundtracket till jordens undergång”. De spelade 1979 på den första Slottskogsfestivalen med flera tusen åskådare.
1979 förlorade Liket lever en gitarrist, och kort därefter bytte de namn och musikalisk inriktning. Det nygamla bandet döptes till Coma Jesus, vars musik var mer experimentell jämfört med det som de spelat tidigare. Knappt ett år därefter bytte de dock namn och inriktning igen. Den här gången döptes bandet till Cortex, men innan de landade i detta namn hade de periodvis kallat sig för Cortex & the Brain och The Brain & Cortex. Wadling beskrev Cortex musikstil som psykotisk rock eller underjordisk dansmusik.
I början av 1980-talet var The Leather Nun med på en konsert på Scala Cinema i London. De andra som deltog i konserten var Throbbing Gristle och Monte Cazzazza. Enligt Freddie Wadling var detta ett av hans livs största ögonblick. Ett år efter konserten utgavs en kassett med titeln The Leather Nun at Scala Cinema. Cortex fortsatte därefter att spela på diverse tillställningar. De spelade i princip uteslutande i Göteborgsområdet, men midsommaren 1980 gjorde de även en spelning i Hulu. Såväl Cortex som The Leather Nun lade ner i början av 1980-talet men återupplivades mycket snabbt.

### 1980-talet
1982 flyttade Wadling till Haga i Göteborg tillsammans med sin dåvarande flickvän. Han beskrev senare flytten som en slags frigörelse och att han kände att han blev friare och mådde bättre. Under hösten 1987 blev Wadlings alkoholmissbruk avsevärt värre, hans lägenhet började förfalla och hans dåvarande flickvän lämnade honom. Ännu värre blev det året därpå. Hans lägenhet var i ett sådant dåligt skick och hans beteende var så destruktivt att allt färre ville umgås med honom. Trots att han inte fungerade överhuvudtaget i privatlivet var han fortfarande produktiv med musiken. Under denna tid var Wadling självdestruktiv och hade svårt att lita på andra. Under en del liveframträdanden improviserade han texter till låtarna då han glömt bort texten, något som ledde till en del klagomål från publiken. Hans ständiga scenskräck gjorde inte saken bättre.
Mormonen Bella Laesker träffade Wadling på en konsert och därefter blev de snabbt ett par. Hans drogvanor var från första början ett problem och senare kom även hon att använda droger i ett försök att leva som Freddie Wadling, något som ledde till omfattande problem mellan dem.

### 1990-talet
1991 försökte Bella Laesker utan framgång att hjälpa Freddie Wadling ur hans alkohol- och drogmissbruk. Samtidigt fick de ekonomiska problem och blev våren 1991 vräkta från sin gemensamma bostad, men Freddie Wadling hade fortfarande kvar sin tidigare nedgångna lägenhet i Haga. Efter detta blev hans alkoholmissbruk värre under en period, vilket ledde till en del sociala problem. Dessutom kom det att påverka hans musikaliska framträdanden, då han ibland glömde texter och sjöng falskt. Bella och Freddie Wadling gifte sig mot slutet av 1991. Året därpå dog Wadlings mor, vilket han hade svårt att hantera känslomässigt. 1992 började Wadlings alkohol- och drogmissbruk att sätta sina spår både fysiskt och psykiskt. Han orkade inte lika mycket som förut, och på konserter måste han sitta ned på grund av ryggsmärtor. Vid denna tid tvingades han även göra en akut magoperation för att överleva.
Bella och Freddie Wadling blev åter igen vräkta från sin bostad, och den här gången flyttade de till en villa i Onsala utanför Göteborg, där de bodde under en period.
1994 ansåg läkaren Johan von Schreeb att Freddie Wadling var somatiskt och psykiskt nedgången och stundom ordentligt deprimerad samt konstaterade att Wadling ej orkade gå ut, hade svårt att klara av dagliga göromål och var ofta helt beroende av sin hustru. Vidare ansåg läkaren att det var olämpligt för Wadling att försöka försörja sig på musicerandet men att han borde behålla musiken som en fritidssyssla för att inte sjunka för djupt ned i depressionen. Omkring 1996 blev han tillsagd av läkare på Sahlgrenska att om han inte slutade dricka alkohol så skulle han dö. Freddie Wadling påbörjade därför framåt slutet av 1996 ett liv utan alkohol, men värktabletterna, cigaretterna och cannabisen fortsatte han med.
1999 spelade han Frankensteins monster i en teateruppsättning vid Göteborgs stadsteater. Wadling beskrev det hela som att det hade räddat hans liv och att det var en livsdröm för honom att få spela Frankensteins monster. 26 februari 1999 hade Kirsti Nevantis dokumentär Freddie Wadling – en släkting till älvorna premiär.

### 2000-talet
Våren 2001 började Wadling dricka igen, dock inte lika intensivt som förut. Omkring samma tid var han med i en teateruppsättning av Kungarna vid Fyris i Uppsala, och framåt sommaren medverkade han i TV-serien Talismanen som sändes på TV4.
Mot slutet av 2002 försökte hans läkare von Schreeb att få Wadling inlagd på sjukhus, då han förutom ryggbesvären bara hade 65 procents lungkapacitet, dålig blodtillförsel, dålig syresättning av hjärtat och en möjlig hjärtsjukdom. Wadling vägrade att bli inlagd på sjukhus igen. I början av 2003 hade Wadling börjat dricka allt mer igen.
Under 2003 läste, sjöng och lät fram sagan Lokvargen i P4 barnradio. Inspelningen vann senare förstapris i barnradiotävlingen Prix Nordicas i Köpenhamn. I maj samma år fick han även ställa ut ett stort antal av sina konstverk på ett välrenommerat galleri i Göteborg. 2011 var han sommarpratare i P1.
I juli 2014 förstörde en brand makarna Wadlings hus i Göteborg.
Freddie Wadling skulle ha varit med i Så mycket bättre 2016 och i musikalen Pelle Erövraren – Den stora kampen med Helsingborgs Symfoniorkester på Helsingborg Arena av Alexander Öberg och Erik Norberg men avled i juni 2016.
Wadling var även sporadisk serieskapare. Redan 1972 noterades hans humorserie Galna Harpan i tidningen Serie-Pressens tävling för amatörtecknare. Under punkeran i slutet av 1970-talet tecknade han en del i samband med sin musikerkarriär, såsom promotionserien för punkbandet Tampax Street. De sista åren bidrog han med serier till tidningen Kapten Stofil, i synnerhet serieadaptionen av Alfred Jarrys absurda scenverk Kung Ubu.
Wadling var fram till sin död 2 juni 2016 försäkrad en minimiinkomst på fem basbelopp (cirka 212 000 kr år 2010) per år från svenska staten genom den statliga inkomstgarantin för konstnärer. Wadling är begravd på Västra kyrkogården i Göteborg.

## Musiksamarbeten

### Längre samarbeten
- 1980–1987 spelade och sjöng han i bandet Cortex, med vilka han gav ut två studioalbum.
- 1997 gjorde han tillsammans med Magne Furuholmen och Kjetil Bjerkestrand soundtracket till tv-serien Hotell Oslo,[22] och 1998 gjorde de ytterligare ett soundtrack, till thrillern Blodiga änglar (1732 Høtten i Norge).[23] Båda soundtracken gavs ut på CD.

#### Blue for two
- 1984 blev han en del av duon Blue for Two, som året därpå släppte debutsingeln ”Someone Like You”.
- 1986 gavs Blue for Twos första skiva ut, Blue for Two.
- 1988 gavs Blue for Twos andra skiva ut: Songs from a Pale and Bitter Moon.
- 1992 kom Blue for Twos tredje album Search & Enjoy.
- 1994 kom Blue for Twos fjärde album Earbound, vilken inkluderar en pianoballad komponerad av Wadling med titeln ”Words But A Whisper”.
- 1997 kom Blue for Twos femte album ut, Moments.
- 2012 Blue for Twos sjätte album Tune the Piano and Hand Me a Razor[24] och i december samma år spelade de på Pusterviksteatern i Göteborg.[25]

#### Fläskkvartetten
- 1988 blev han inhoppare som sångare i Fläskkvartetten, först med singeln Over the Rainbow, och även två låtar på Cornelis Vreeswijks hyllningsskiva Den flygande Holländaren.
- 1990 sjöng han på Fläskkvartettens album Goodbye Sweden, bland annat i en cover på Beatles ”I Am The Walrus”.
- 1992 sjöng och spelade Wadling, Fläskkvartetten och Västerås Sinfonietta in livealbumet Fläskkvartetten Featuring Freddie Wadling Med Västerås Symfoni 1:A.[26]
- 1993 sjöng han på Fläskkvartettens album Flow som fick en Grammis för årets album.[27] I albumet sjöng han bl.a. i låten ”Walk” tillsammans med Stina Nordenstam.
- 1996 sjöng Wadling jazz-klassikern ”Yesterdays” tillsammans med Fläskkvartetten, på albumet 12 Standars med Mats Holmqvist Stora Stygga (Big Band).[28]
- 1996 kom Fläskkvartettens album Fire Fire där Wadling sjöng och skrev texterna. Skivsläppet följdes av en turné.
- 1998 sjöng han åter svenska texter på Fläskkvartettens album Jag ger vad som helst för lite solsken.[29]
- 2007 medverkade han i två låtar på Fläskkvartettens skiva Voices of Eden, dels med egen text till ”Seventh Day”, dels med en cover på Burt Bacharachs ”Always Something There to Remind Me”.[30]

#### Håkan Hellström
- 2005 sjöng han i sin egenkomponerade låt ”Fade Away” tillsammans med Håkan Hellström, som gavs ut på Hellströms skiva Nåt gammalt, nåt nytt, nåt lånat, nåt blått.[31][32]
- 2014 medverkade han i Hellströms konsert på Ullevi, som kom att bli en av Nordens största genom tiderna.[33]
- 2016 medverkade Hellström på Wadlings album Efter regnet.

#### The Kingdom of Evol
- 2012 gavs skivan Dark Passages*Nocturnal Incidents* ut, av bandet The Kingdom of Evol. Wadling startade detta band tillsammans med bland annat Per Svensson och Ebbot Lundberg.[34]
- 2014 kom The Kingdom of Evols andra skiva ut, The Second Coming of Pleasure & Pain.[35]

### Enskilda samarbeten
- 1970-talets slut spelade han in några singlar med Leather Nun, Perverts och Liket lever.
- 1993 medverkade han på Louise Hoffstens skiva Rhythm & Blonde i låtarna ”Hit me with your Lovething” och ”Dead Town”.[36]
- 1994 sjöng han i låten ”Eyes Fly”, av musikerna H.A.L.O. Graham Lewis och Örjan Örnkloo.[37]
- 1995 medverkade han som sångare i låten ”Undone” från skivan Use Your Brain av Clawfinger.[38]
- 1995–1996 spelade han tillsammans med bland andra Morgan Ågren, Jimmy Ågren, Mats Öberg in albumet The Music of Captain Beefheart. Albumet innehöll liveinspelningar av låtar av Captain Beefheart.[39]
- 1996 medverkade han i två låtar på Jimmy Ågrens debutalbum Get This Into Your Head.[40]
- 1998 sjöng han tillsammans med Uno Svenningsson i låten ”Ge inte Upp”.[41]
- 1998 sjöng han i 4 sånger i The Forge Players album Flow my teares som innehöll bearbetningar av verk av renässanskomponisten John Dowland.[42]
- 1999 sjöng han några barnsånger på skivserien Min Skattkammare.[43][44]
- 2000 sjöng han i låten ”Local Maniac Lumberjack” från albumet ”Wake up Zebulon”, tillsammans med det kortlivade bandet Hosted by Robin. Musiken skrevs av Magnus Carlsson och Peder Ernerot.[45]
- 2001 sjöng han i två låtar på Jimmy Ågrens skiva Glass Finger Ghost.[46][47]
- 2001 sjöng han i låten ”Söder Kors” på Plura Jonssons hyllningsplatta Plura 50, en hyllningsplatta.[48]
- 2002 sjöng han med Sophie Zelmani i låten ”Once” från hennes skiva Sing and Dance.[49]
- 2002 medverkade han i tre låtar på skivan En plats i skogen av Merit Hemmingson.[50]
- 2003 sjöng han i låten ”Sleepwalker” med Göteborgsbandet Mikrotone.[51]
- 2003 sjöng han i några barnvisor på skivan Barn på nytt.[52]
- 2005 tolkade han Olle Adolphsons ”Trubbel” och ”Grön kväll i Margaretelund” på samlingsskivan Dubbeltrubbel.[53][54]
- 2006 sjöng han på Totta Näslunds hyllningsplatta i låten ”Aldrig mera krig”.[55]
- 2006 sjöng han i låten ”En lektion i ansvar” på Hans Appelqvists album Naima.[56][57]
- 2006 sjöng han i en duett med sångaren Leo i låten ”Angels Cry For You”.
- 2007 sjöng han med Petter i låten ”Soptippsvärld” på skivan God Damn It.[58]
- 2008 sjöng han två låtar med musikprojektet Umami, på skivan Scarsoul.[59]
- 2008 medverkade han i fyra låtar i Per Forsgrens projekt Mother.[60]
- 2009 släpptes hans soloalbum The Dark Flower (Den mörka blomman) där låtarna var skrivna av bl.a. Stina Nordenstam, Peter LeMarc, Anna Ternheim och Tomas Andersson Wij. Albumets andra del bestod av låtar skrivna av Wadling och Johan Lindström.[61][62][63]
- 2009 sjöng han med Jenny Silver i låten ”Vad dåligt vi mår” som sedan döptes om 2011 till ”Du, Du, Du” med Göteborgsbandet Dapony Bros.
- 2009 gjorde han tillsammans med Helen Sjöholm en cover på Ted Gärdestads låt ”I den stora sorgens famn”. Låten gavs ut som singel.[64]
- 2011 medverkade han i ett konstprojekt med Per Svensson, Michael Esposito och Leif Elggren på Regionmuseet Kristianstad.[65][66]
- 2012 sjöng han med rockbandet Silverbullit på deras singel ”Dwelling Place”.[67][68]
- 2014 medverkade han i ett 49 minuter långt musikaliskt konststycke vid namn Fires of the Earth av den tyska komponisten Werner Cee.[69]
- 2020 släppte Kleerup sitt andra studioalbum där Wadling sjöng på Rupert Hines låt ”I Hang on to my Vertigo”.[70]

## Priser och utmärkelser
- 1999 – Grammis för En skiva till kaffet i kategorin ”Årets visa/folk”
- 1999 – Spelmannen
- 2005 – Cornelis Vreeswijk-stipendiet
- 2016 – Grammis för Efter regnet i kategorin ”Årets folkmusik/visa”

## Diskografi (i eget namn)
- 1989 – Something Wicked This Way Comes
- 1991 – Picnic on a Frozen River (samling med demos)
- 1991 – The Dice Man (samling)
- 1996 – The Music of Captain Beefheart (Live-CD)
- 1997 – A Soft-Hearted Killer Collection (samling)
- 1999 – En skiva till kaffet
- 2000 – Skillingtryck och mordballader
- 2005 – Jag är monstret
- 2007 – Freddie Wadling MNW Klassiker (samling)
- 2009 – The Dark Flower (Den mörka blomman)
- 2011 – With a License to kill
- 2016 – Efter regnet[71][72]
- 2016 – Samlade sånger 1981–2016 (samling)
- 2017 – Freddie Wadling Live 2016 (Dubbel-CD).[73]

## Filmografi (urval)
- 1994 – Harry & Sonja
- 1997 – Flickan och dimman
- 1999 – En släkting till älvorna – en dokumentär om Freddie Wadling av Kirsi Nevanti
- 2005 – Doxa
- 2005 – Den sista trippen
- 2007 – Kunskapens pris – balladen om den vilsne vandraren (berättarröst/sångare)[74]
- 2013 – Känn ingen sorg – A-lagare

## Teater
- 1999 Frankenstein Mary Shelley Göteborgs stadsteater.[75]

- 2001 Kungarna vid Fyris Uppsala Stadsteater.[76][77][78]

- 2006 Rosens Namn Umberto Eco Göteborgs stadsteater.[79]

- 2007 Blodsband eller hur jag lärde mig älska Johnny Cash Uppsala Stadsteater.[80][81]

- 2008 Korpen Edgar Allan Poe Göteborgs stadsteater.[82][83]